# Forces armées grecques au Moyen-Orient

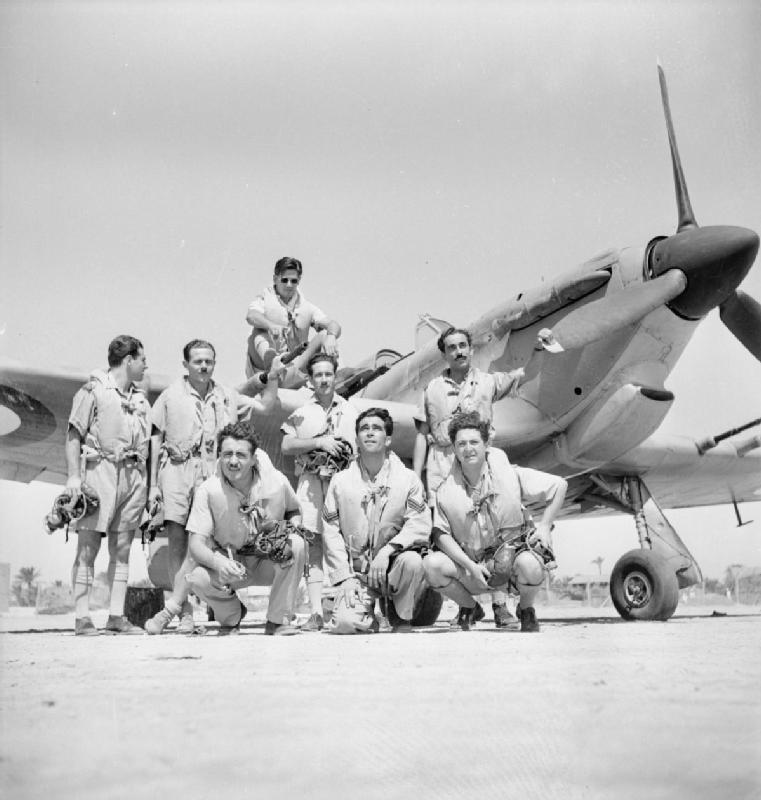
Un groupe de pilotes du 335e escadron hellénique de la RAF pose devant l'un des Hawkers Hurricane Mark IIC qu'ils viennent de recevoir, à Dhekeila, en Égypte.

Après la chute de la Grèce, aux mains des puissances de l'Axe, en avril-mai 1941, des éléments des forces armées grecques parviennent à s'échapper vers le Moyen-Orient, sous contrôle britannique. Là, ils sont placés sous commandement du gouvernement grec en exil et poursuivent le combat aux côtés des Alliés, jusqu'à la libération de la Grèce, en octobre 1944. Elles sont connues, dans l'histoire grecque, sous le nom de Forces armées grecques au Moyen-Orient (en grec moderne : Ελληνικές Ένοπλες Δυνάμεις Μέσης Ανατολής / Ellinikés Énoples Dinámis Mésis Anatolís).

## Armée
Face à l'avancée allemande, écrasante, en Grèce, plusieurs milliers d'officiers et de soldats grecs sont soit évacués, avec le gouvernement grec, vers la Crète puis l’Égypte, en avril-mai 1941, soit réussissent à s'enfuir, principalement via la Turquie neutre, vers le Moyen-Orient sous contrôle britannique.
Une armée grecque en exil y est formée, sous commandement britannique et rééquipée avec des armes britanniques. Le noyau de cette nouvelle force militaire est la Phalange des Grecs égyptiens, issue de la communauté grecque d'Égypte. Le 15 juin 1941, le Quartier général de l'Armée royale hellénique au Moyen-Orient (en grec moderne : Αρχηγείου Βασιλικού Ελληνικού Στρατού Μέσης Ανατολής, ΑΒΕΣΜΑ) est créé. Il fournit le cadre pour le développement initial des forces armées grecques en exil, jusqu'en mai 1942, quand le gouvernement grec en exil établit un ministère de la défense nationale, et commence à reformer l'état-major général de l'armée grecque et les inspections de l'armée.

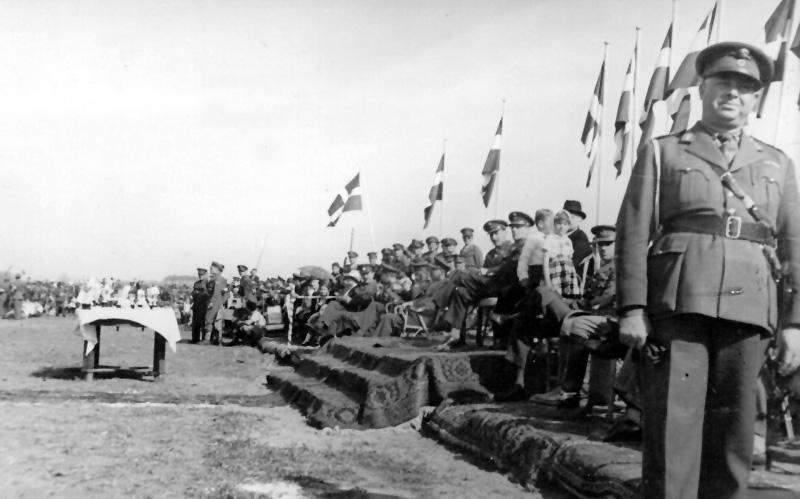
Le roi Georges II visite les troupes de l'Armée grecque, à Netanya en Palestine (1944).

Dès la fin juin 1941, la 1re brigade grecque commence à être formée. En juin 1942, elle compte 6 018 hommes et est composée de trois bataillons d'infanterie, un régiment d'artillerie (de la taille d'un bataillon) et des unités de soutien. Un régiment indépendant de véhicules blindés (de la taille d'un bataillon) est également formé, mais plus tard incorporé dans le régiment d'artillerie de la brigade. La brigade reste dans des camps d'entraînement, en Palestine, jusqu'en mai 1942, où son commandement est repris par le colonel Pafsanias Katsotas. Elle est ensuite transférée en Syrie, avant d'être déployée en Égypte, en août.
La 1re brigade est placée sous le commandement de la 50e division d'infanterie britannique, ave laquelle elle participe à la seconde bataille d'El Alamein, avant d'être transférée à la 44e division britannique. La brigade combat dans la bataille et les opérations qui suivent, jusqu'au 19 décembre, date à laquelle elle retourne en Égypte. Elle compte 89 morts et 228 blessés.
Une 2e brigade grecque commence également à être formée, en Égypte, en mai 1942, selon des lignes similaires, avec un 2e bataillon d'artillerie. En janvier 1943, elle compte 5 583 hommes, ce qui laisse espérer la formation d'une division d'infanterie complète. Cela n'a pas lieu, car les hommes pour former une troisième brigade ne sont pas disponibles. 
Finalement, le 6 juillet 1943, une mutinerie pro-Front de libération nationale (EAM), au sein de la 2e brigade, fait qu'elle ne compte plus qu'un seul bataillon d'environ 200-250 hommes, les deux autres servant à combler les pertes de la 1re brigade à 4 718 hommes.

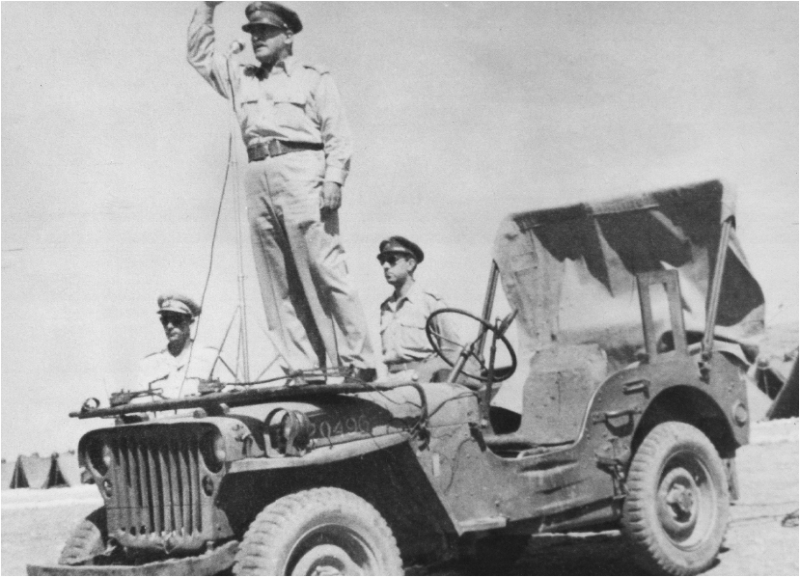
Le colonel Thrasývoulos Tsakalótos (1943).

Le 6 avril 1944, la 1re brigade subit elle aussi une vaste mutinerie pro-EAM. Par la suite, les deux unités sont dissoutes par les Britanniques, et leur personnel interné dans des camps ou utilisé à des fins non militaires. Le 4 juin 1944, 3 500 officiers et hommes politiquement fiables sont formés au sein de la 3e brigade de montagne grecque, sous les ordres du colonel Thrasývoulos Tsakalótos. 
Cette unité est embarquée pour l'Italie, en août, et combat, notamment lors de la bataille de Rimini, où elle reçoit le titre honorifique de brigade de Rimini. Cette unité aguerrie au combat joue ensuite un rôle important dans la lutte entre le gouvernement soutenu par les Britanniques et les forces de l'EAM-ELAS.
En septembre 1942, une unité d'élite des forces spéciales, le bataillon sacré (Ιερός Λόχος), est constituée, composée uniquement d'officiers et de volontaires. Sous la direction charismatique du colonel Christodoulos Tsigantes, elle est rattachée au 1er régiment SAS et participe à des raids en Libye. En février 1943, l'unité est placée sous les ordres du général Philippe Leclerc et participe à la campagne de Tunisie.
De mai à octobre 1943, le bataillon sacré est réntraînée dans des opérations aéroportées et amphibies, et pour le reste de la guerre, elle est employée dans des opérations contre les garnisons allemandes des îles de la mer Égée. L'unité est dissoute à Athènes, le 7 août 1945.

## Marine

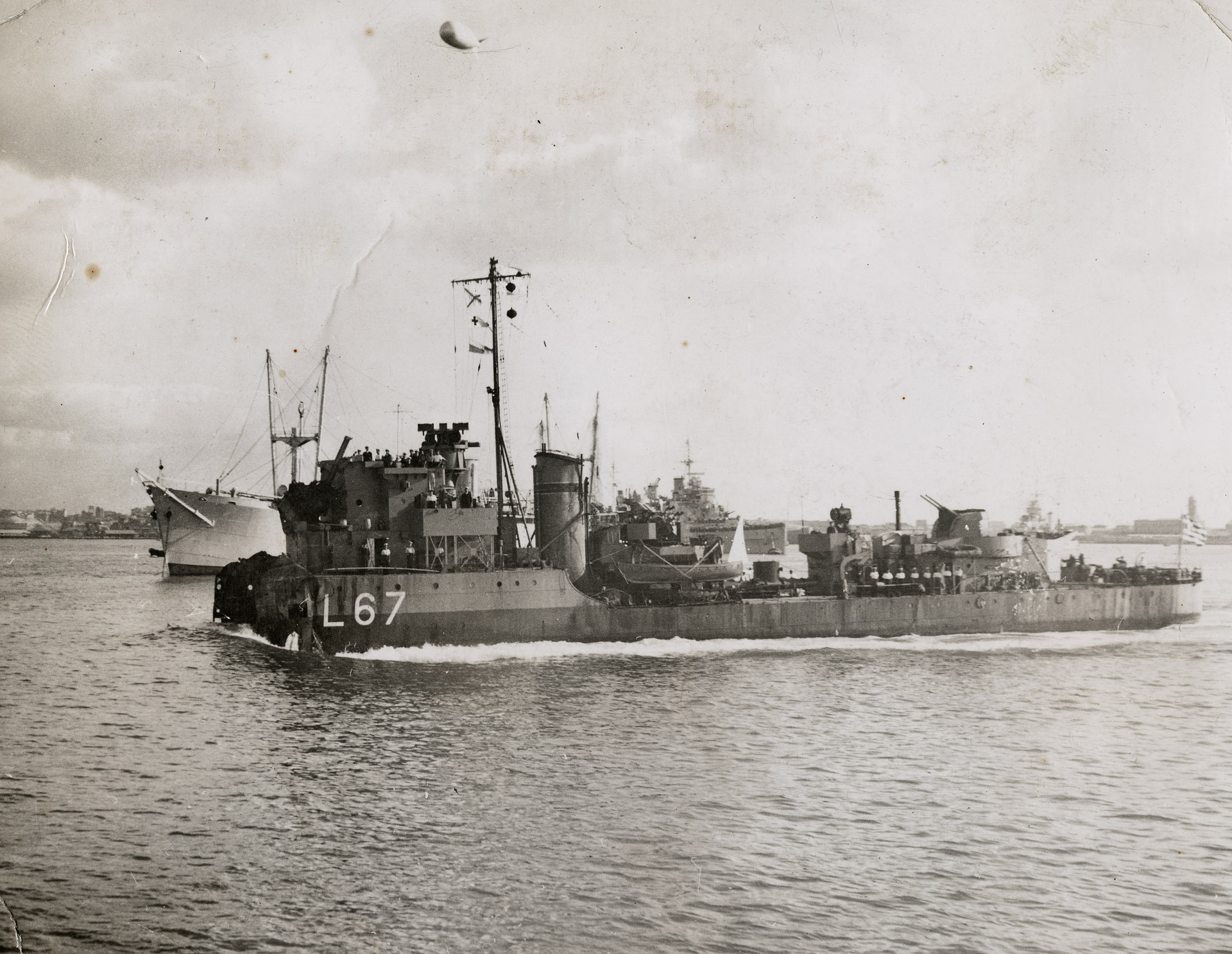
Le destroyer Adrias, entre dans le port d'Alexandrie, après avoir heurté une mine au large des îles du Dodécanèse.

La Marine royale hellénique a subi d'énormes pertes lors de l'invasion allemande, perdant plus de 20 navires, la plupart à cause des attaques aériennes allemandes, en quelques jours, en avril 1941. Son chef, le vice-amiral Aléxandros Sakellaríou, a réussi à sauver certains de ses navires, dont le croiseur cuirassé Georgios Averoff, six destroyers, cinq sous-marins et plusieurs navires de soutien, en les évacuant vers Alexandrie. La flotte augmente ensuite  de plusieurs destroyers, sous-marins, dragueurs de mines et autres navires, remis par la Royal Navy (RN) britannique, jusqu'à devenir, avec 44 bâtiments et plus de 8 500 hommes, la deuxième plus grande marine alliée, en Méditerranée après la RN, représentant 80% de toutes les opérations non-RN.
Les navires grecs servent dans des convois d'escorte, dans l'océan Indien, la Méditerranée (où ils réussissent à détruire quelques sous-marins ennemis), l'Atlantique et l'Arctique. Les navires de la Marine hellénique participent également aux opérations de débarquement en Sicile, à Anzio et en Normandie, ainsi qu'à la campagne du Dodécanèse. Un moment important dans l'histoire de la Marine hellénique est l'acceptation de la reddition de la flotte italienne, en septembre 1943, aux côtés de la Royal Navy britannique. Deux des navires de guerre grecs, les plus remarquables de la guerre, sont les destroyers Adrias et Reine Olga. Un destroyer et trois sous-marins sont les victimes de la Marine grecque. La grande marine marchande grecque a également contribué énormément à l'effort de guerre des Alliés, dès le premier jour de la guerre, perdant plus de 2 500 hommes et 60 % de ses navires au cours des opérations.
Lorsque la mutinerie navale grecque, pro-EAM, d'avril 1944 éclate, une grande partie de la marine s'y joint. Ces navires sont pris d'assaut par des officiers grecs, fidèles au gouvernement en exil, et repris. Onze marins sont tués, d'autres blessés, et beaucoup sont internés par la suite. Ainsi, lorsque la Marine revient en Grèce libérée, en octobre 1944, elle soutient fermement le gouvernement de Geórgios Papandréou.

## Armée de l'air
Les quelques membres de l'armée de l'air qui parviennent à s'échapper constituent finalement le 13e Escadron de bombardiers légers (en), les 335e (en) et 336e (en) escadrons de chasse, opérant sous les ordres de la Desert Air Force, en Afrique du Nord et en Italie, avant d'être rapatriés, fin 1944.
Le 13e escadron de bombardiers légers est formé en juin 1941, en Égypte, en tant qu'unité de coopération navale, en utilisant les 5 avions Avro Anson survivants de l'ancien 13e escadron de coopération navale. L'escadron a d'abord été rééquipé avec des Blenheim IV, puis des Blenheim V et enfin des Martin A-30. Le 335e escadron est formé le 10 octobre 1941, tandis que le 336e escadron est formé le 25 février 1943. Tous deux sont initialement équipés de Hawker Hurricane, principalement du type Mk. IIc, jusqu'à ce qu'ils soient rééquipés de Supermarine Spitfire Mk Vb et Vc, en janvier 1944.

## Source de la traduction
- (en) Cet article est partiellement ou en totalité issu de l’article de Wikipédia en anglais intitulé « Greek Armed Forces in the Middle East » (voir la liste des auteurs).